# Chlamylla
Chlamylla Bergh, 1886 è un genere di molluschi nudibranchi della famiglia Paracoryphellidae.

## Tassonomia
Il genere comprende le seguenti specie:
- Chlamylla borealis Bergh, 1886 - specie tipo
- Chlamylla intermedia (Bergh, 1899)